# Kamenare
Kamenare (en serbe cyrillique : Каменаре) est un village de Serbie situé sur le territoire de la Ville de Kruševac, district de Rasina. Au recensement de 2011, il comptait 446 habitants.

## Démographie
| 1948 | 1953 | 1961 | 1971 | 1981 | 1991 | 2002 | 2011 |
| ---- | ---- | ---- | ---- | ---- | ---- | ---- | ---- |
| 611  | 632  | 624  | 589  | 563  | 505  | 474  | 446  |

|  |